# 아프리카돼지열병

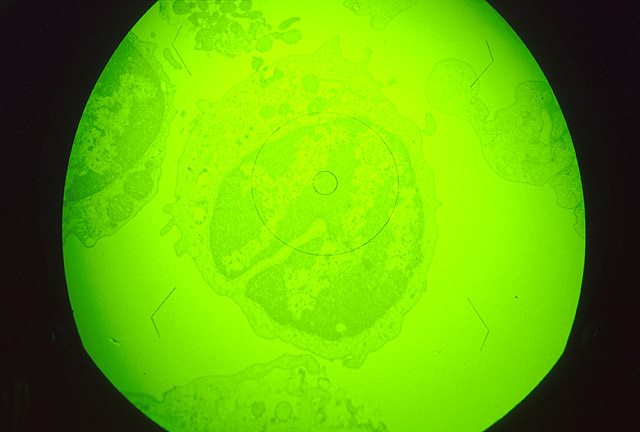

아프리카돼지열병(African swine fever)은 아프리카돼지열병바이러스 감염으로 인한 돼지의 전염병이다. 돼지와 멧돼지의 질병으로, 사람에게는 감염되지 않는다.

## 개요
돼지과의 동물 즉 집돼지와 멧돼지 등의 돼지에 속하는 동물에게만 감염되는 전염병으로 본래 아프리카 대륙에서 처음 발병하여져서 지어졌다. 주로 감염된 집돼지나 멧돼지의 분비물(눈물, 침, 분뇨 등)을 통해서 전파되며 잠복기는 약 4일 ~ 20일 정도로 유지된다. 이 병에 걸린 돼지는 40도 이상의 고열증세, 식욕부진, 기립불능, 소화불량, 구토, 출혈 등을 보이다가 폐사하며 암돼지의 경우 유산 또는 사산을 할 수도 있다.

## 특징
환경에 강하고 생존성이 짙어서 쉽게 멸균되지 않으며 특히 돼지에게 전염성이 강해서 돼지의 시체 상태에서도 혈액과 조직에서 기생하여 감염을 전파시킬 우려가 있다.
멧돼지의 경우 사람 손을 타고 자랐던 집돼지와는 달리 사람에게 적대적인 성격이 있고 주로 산이나 야생에서 지내는 습성 때문에 집돼지에 비해서 전파우려가 높은 편이다.

## 현황
돼지를 사육하고 있는 농촌 및 내륙지역에서 대부분 발생하며 돼지과에 속하는 동물에게만 감염되기 때문에 도시나  및 해안지역에서는 감염 및 전염 사례가 없다.

## 질병으로 의심되는 증상
- 돼지가 평소대로 또는 제대로 기립하지 못하거나 엎드려 누워있을 때
- 돼지의 몸 상태가 심하게 고열 상태이거나 발열이 심할 때
- 돼지의 입에서 침이 저절로 흘러지거나 소화불량으로 구토 증상을 보일 때
- 평소보다 무기력하거나 잘 움직이지 못할 때
- 평소보다 숨을 몰아쉬거나 숨이 차보일 때
- 암돼지의 경우 임신 중 유산이나 사산 증상이 보이거나 새끼를 제대로 출산하지 못하는 경우
- 심한 설사 증상을 보일 때
- 평소에 비해서 활동량이 적어지고 밥을 잘 먹지 않을 때
- 돼지의 모습이 매우 침울하거나 우울하게 보여지게 될 때

## 대한민국
대한민국에서는 2019년 9월 17일 경기도 파주시 연다산동에 소재한 돼지농가에서 최초로 발생하였으며 현재까지 경기도 북부지역과 인천 강화도 지역에서 발생전파되었다.

### 아프리카 돼지열병 발병지역

#### 경기도
- 김포시
- 연천군
- 파주시

#### 인천광역시
- 강화군

## 해외[2]
이슬람 율법에 따라 돼지를 기피하는 이슬람 국가들을 제외한 일부 돼지를 사육하는 국가에서 발병하였다.

### 아시아
이슬람 성향이 짙은 서아시아권에서는 아프리카 돼지발병 사례가 거의 없으며 주로 돼지를 사육하는 동아시아 지역에서 발병하였다. 특히 시베리아, 만주, 북한 일대에서 발생시 급격히 퍼져나가 야생 멧돼지 수가 감소하기도 한다. 한국의 ASF도 휴전선을 넘어왔을 것으로 추정한다.
- 대한민국
- 동티모르
- 라오스
- 몽골
- 미얀마
- 베트남
- 조선민주주의인민공화국
- 중화인민공화국
- 캄보디아

### 아프리카
이슬람 성향이 짙은 북아프리카권에서는 사례가 없으며 주로 돼지사육이 많은 중앙아프리카와 남아프리카권 등지에서 발병하였다.
- 가나
- 기니비사우
- 나미비아
- 나이지리아
- 남아프리카 공화국
- 르완다
- 마다가스카르
- 말라위
- 말리
- 모잠비크
- 베냉
- 부룬디
- 부르키나파소
- 세네갈
- 앙골라
- 우간다
- 잠비아
- 중앙아프리카 공화국
- 짐바브웨
- 차드
- 카메룬
- 카보베르데
- 케냐
- 코트디부아르
- 콩고 공화국
- 콩고 민주 공화국
- 토고

### 유럽
- 라트비아
- 루마니아
- 리투아니아
- 몰도바
- 불가리아
- 벨기에
- 이탈리아
- 체코
- 헝가리
- 러시아